# إدواردو غارسيا مارتين
إدواردو غارسيا مارتين (بالإسبانية: Eduardo García Martín)‏ (24 أبريل 1990 سرقسطة إسبانيا - ) هو لاعب كرة قدم إسباني يلعب كلاعب وسط.

## روابط خارجية
- إدواردو غارسيا مارتين على موقع قاعدة بيانات كرة القدم.إي يو (الإنجليزية)
- إدواردو غارسيا مارتين على موقع Soccerway.com (الإنجليزية)
- إدواردو غارسيا مارتين على موقع AS.com (الإسبانية)